# Мантулинская улица
Манту́линская у́лица — улица в Центральном административном округе Москвы, в Пресненском районе, расположенная между улицей 1905 года и Шмитовским проездом.

## Происхождение названия
Названа 15 января 1931 года в честь Ф. М. Мантулина (1878—1905) — рабочего Даниловского Трёхгорного сахарного завода (в советское время переименованного в Краснопресненский Сахарорафинадный завод им. Ф. М. Мантулина, находившийся на этой же улице), организатора и руководителя заводской боевой дружины в дни Декабрьского вооруженного восстания 1905 года. Был расстрелян царскими войсками во дворе завода.
Прежние названия: Студенецкий проезд, Студенецкая улица (1924). Название было дано по ручью Студенец, который проходит в трубе под этой улицей.

## Описание улицы
Улица на своём протяжении имеет форму в виде буквы «Г» и протянулась от перекрёстка с Улицей 1905 года в продолжении улицы Рочдельская. Нумерация домов от Улицы 1905 года.

## Здания и сооружения[5]
По нечетной стороне:

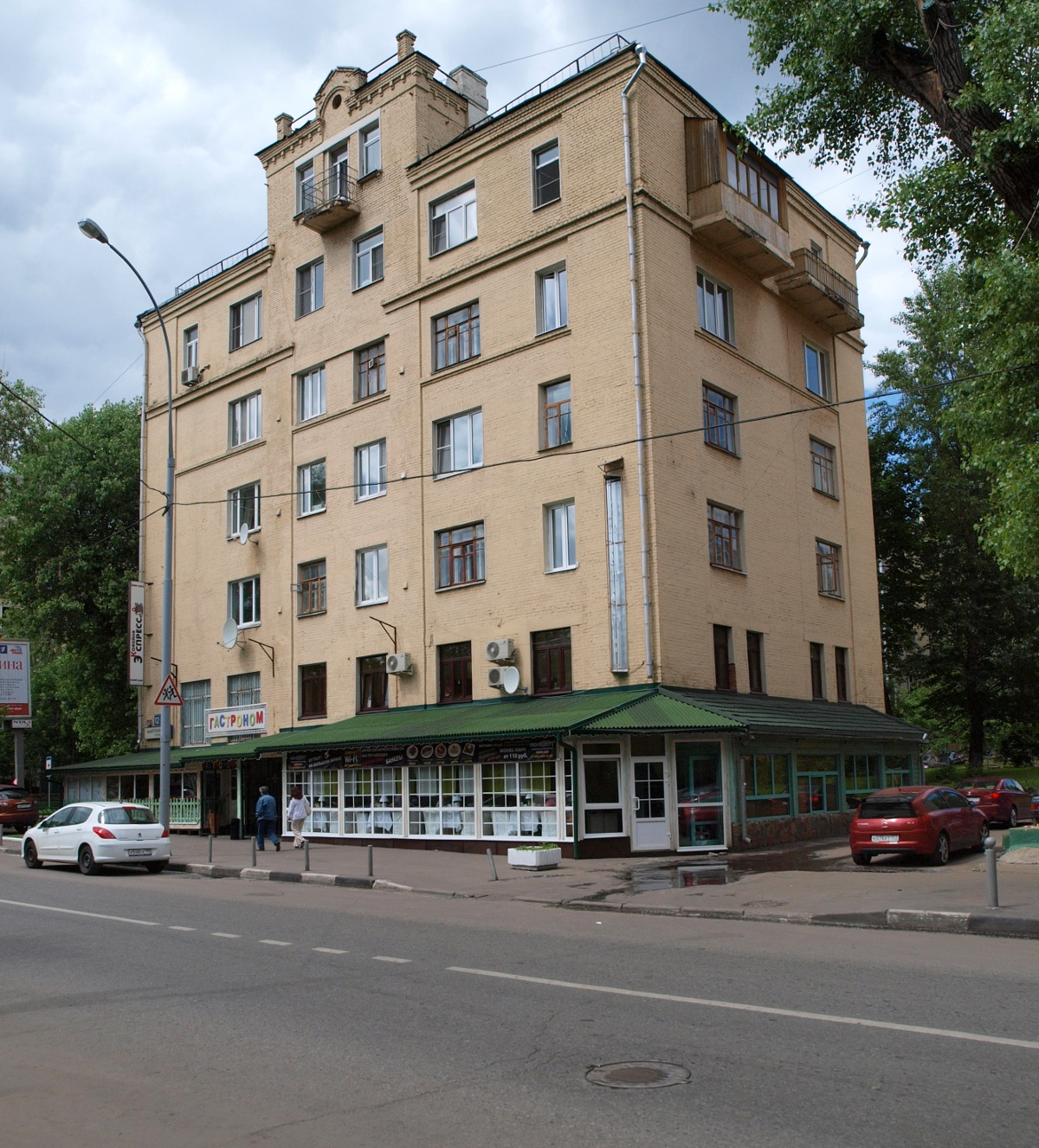
Здание на Мантулинской улице

- Парк культуры и отдыха «Красная Пресня»
- № 5 — Галерея русской ледовой скульптуры, бывшая усадьба Закревского «Студенец» (снесена в 2023 году)
- № 7 — Музей истории Краснопресненского сахарорафинадного завода им. Мантулина
- Здание бывшего кинотеатра «Красная Пресня» (снесено в 2024 году[6])
- Живописный Нижний пруд (один из трёх Красногвардейских прудов)

По четной стороне:
- № 10—20 — Жилой квартал «Нижняя Пресня» (1926—1928, архитекторы Н. Антонов, В. Бибиков, Б. Блохин, Н. Волков, П. Грушин, И. Звездин, Н. Малинин, О. Стапран, Б. Улинич)[7]. В доме № 10 жил физик В. А. Фабрикант[8].

## Транспорт
Движение транспорта по улице Мантулинская двустороннее. Ближайшие станции метро —  Улица 1905 года,  Деловой центр,  Шелепиха,  Деловой центр,  Деловой центр.
- Автобус 4 от станции метро «Шелепиха»
- Автобус 12 от станций метро «Выставочная» и «Улица 1905 года»
- Автобус с43 от станций метро «Шелепиха», «Выставочная» и «Улица 1905 года»